# Dumetia hyperythra
A Dumetia hyperythra a madarak osztályának verébalakúak (Passeriformes) rendjébe és a timáliafélék (Timaliidae) családjába tartozó Dumetia nem egyetlen faja.

## Rendszerezése
A fajt James Franklin brit ornitológus írta le 1831-ben, a Timalia nembe Timalia hyperythra néven.

## Alfajai
- Dumetia hyperythra abuensis Harington, 1915
- Dumetia hyperythra albogularis (Blyth, 1847)
- Dumetia hyperythra hyperythra (Franklin, 1831)
- Dumetia hyperythra phillipsi Whistler, 1941[2]

## Előfordulása
Dél-Ázsiában, Banglades, India, Nepál és Srí Lanka területén honos. Természetes élőhelyei a szubtrópusi vagy trópusi füves puszták és cserjések. Állandó, nem vonuló faj.

## Megjelenése
Testhossza 13 centiméter, testtömege 10-15 gramm.
|  |

## Természetvédelmi helyzete
Az elterjedési területe rendkívül nagy, egyedszáma ugyan csökken, de még nem éri el a kritikus szintet. A Természetvédelmi Világszövetség Vörös listáján nem fenyegetett fajként szerepel.